# Loxopholis osvaldoi
Loxopholis osvaldoi — вид ящірок родини гімнофтальмових (Gymnophthalmidae). Ендемік Бразилії. Вид названий на честь бразильського герпетолога Освальдо Родрігеша да Куньї.

## Поширення і екологія
Loxopholis osvaldoi мешкають в центральній частині Бразильської Амазонії, в штатах Амазонас, Рондонія, Пара і Мату-Гросу. Вони живуть у вологих тропічних лісах.